# Jindřich Tomas
Jindřich Tomas (23. května 1927 Praha – 22. září 2010 Litoměřice) byl český historik a archivář.

## Profesní život
V letech 1946–1951 studoval na Filozofické fakultě Univerzity Karlovy v Praze nejprve obor filozofie – historie, poté československé dějiny – pomocné vědy historické. Mezi jeho vysokoškolské učitele náležely významní historikové Václav Chaloupecký, Karel Stloukal, Václav Vojtíšek, Josef Polišenský aj.
V roce 1952 obhájil disertační práci o hospodářských poměrech v pražských městech v letech 1518–1547 a získal titul doktora filozofie.
Po promoci krátce pracoval pro Historický klub (1952–1953), poté působil jako městský (později okresní) archivář v Žatci (1953–1955) a odtud roku 1955 přešel do Litoměřic do Státního okresního archivu v Litoměřicích nejprve se sídlem v Terezíně, poté v Lovosicích, který i řídil. Jako emeritní ředitel působil v této instituci až téměř do smrti v roce 2010.
Jindřich Tomas je autorem více než 200 odborných studií a několika monografií; redakčně i autorsky se podílel na vydání historického atlasu města Litoměřic (1996) a obsáhlé syntézy dějin Litoměřic (1997).
Hlavními tématy jeho vědecké práce byl vývoj raně středověkých sídelních komplexů a počátky institucionálních měst i jejich vývoj do doby předbělohorské, což studoval na příkladech Prahy, Litoměřic, Žatce, a dalších měst severozápadních Čech i jižní Moravy (nejdůležitější studie k tomuto tématu byly v roce 1999 přetištěny v monografii Od raně středověké aglomerace k právnímu městu a městskému stavu).
Zvláště na jeho pracích o počátcích Litoměřic je možno postihnout obecný metodický přínos, který spočívá v nábězích k interdisciplinárně koncipovanému studiu. Podílel se i na zpracování různých témat z dějin Litoměřicka ze starších i novějších dějin.
Mezi jeho vědecké zájmy náleželo i studium historického vývoje Orientu, především Indie.
Zvláštní specifikou byl výzkum přátelských vztahů profesora litoměřické reálky Ferdinanda Blumentritta s představitelem filipínského národního hnutí, lékařem José Rizalem.

## Ocenění
- Čestné občanství města Litoměřice (2007)[1]

- Řád rytířů Rizala (Filipíny) – rytíř (2008)[2][3]

## Dílo
Výběr publikací on-line: Academia.edu
- Hospodářské a sociální poměry v Praze v l. 1518–1547. Praha: (s.n., 1951). 144 s.
- Žatec: české město ve vývoji architektury a urbanistiky, spolupracovníci: František Kopecký, Jindřich Tomas a Antonie Charvátová, Praha : Státní ústav pro rekonstrukci památkových měst a objektů, 1958
- Historický atlas měst České republiky.. Sv. č. 1, Litoměřice /. redakce svazku Jan Smetana; autorský kolektiv Jaroslav Macek, Eva Semotanová, Jan Smetana, Jindřich Tomas, Josef Žemlička.Praha : Historický ústav AV ČR, 1996. 8 s., 18 mapových listů ISBN 80-85268-47-7
- Dějiny města Litoměřic. Vyd. 1. Litoměřice: Město Litoměřice, 1997. 479 s. ISBN 80-85433-48-6. (spoluautorství Kotyza Oldřich, ed.)
- José Rizal, Ferdinand Blumentritt a novodobé Filipíny. Praha: Oswald, 1998. 59 s., 4 s. obr. příl. ISBN 80-85433-52-4.
- Od raně středověké aglomerace k právnímu městu a městskému stavu, výbor studií. Litoměřice: Okresní vlastivědné muzeum, 1999. 389 s. ISBN 80-86066-09-6. (spoluautor) – Klášptě, Jan, ed. a Kotyza, Oldřich, ed.
- Městská kniha Litoměřic (1341–1562) v kontextu písemností městské kanceláře. Vyd. 1. Ústí nad Labem: Univerzita Jana Evangelisty Purkyně, 2006. 197 s., 8 s. barev. obr. příl. Libri civitatis; 3. ISBN 80-7044-736-2 (spoluautor) – Kocánová Barbora, ed. a kol.